# Túneles Santa Rosa y San Martín
Los Túneles Santa Rosa y San Martín son vías subterráneas en la ciudad de Lima, capital del Perú. Cruzan el cerro Santa Rosa, uniendo los distritos de San Juan de Lurigancho y Rímac, agilizando el tráfico de este a oeste (túnel Santa Rosa) y viceversa (túnel San Martín).
Cada túnel tiene dos carriles y una longitud promedio de 250 m, un ancho de 7,2 m y alto de 8 m.
El costo de la construcción del túnel era de S/. 150 000 000, en 2014. El 9 de abril de 2015, el consejo aprobó un aumento del presupuesto a 19 000 000 de soles.

## Historia
En abril de 2010, se inició la construcción del túnel. El túnel tenía previsto culminarse en noviembre del 2010.
El 1 de febrero de 2011, se derrumbó una sección en el túnel sur (30 de los 232 metros que mide el túnel Santa Rosa) y se paralizaron los trabajos. Se reiniciaron en abril del 2012, y en setiembre del mismo año, se paralizaron nuevamente.
En abril de 2013, se derrumbó por segunda vez. El 16 de setiembre de 2014, se reanudaron las obras.
El 22 de diciembre de 2015, el alcalde de Lima anunció que las obras se culminarían en diciembre del 2015.  En marzo, el techo de cuatro viviendas colindantes al túnel se desprendieron, la municipalidad justificó que se debe a problemas de humedad y la mala construcción, más no a las explosiones. El 15 de junio, el alcalde de Lima anunció que las obras se culminarían en enero del 2016. En diciembre se anunció que las obras se culminarían en febrero del 2016.
El 6 de enero de 2016, el alcalde de Lima anunció que las obras estarán culminadas el 18 de enero. El 18 de enero, el túnel entró en funcionamiento en horario parcial.